# Lasiodora dulcicola
Lasiodora dulcicola é uma espécie de aranha pertencente à família Theraphosidae (tarântulas).